# Rhinogobius variolatus
Rhinogobius variolatus är en fiskart som beskrevs av Chen och Maurice Kottelat 2005. Rhinogobius variolatus ingår i släktet Rhinogobius och familjen smörbultsfiskar. Inga underarter finns listade i Catalogue of Life.